# Památník Mikoláše Alše a Matěje Kopeckého
Památník Mikoláše Alše a Matěje Kopeckého je památník a muzeum, zřízené obcí Mirotice v Alšově domku, stojícím na místě jeho rodné chaloupky. Památník byl vybudován a zpřístupněn veřejnosti v roce 1952 u příležitosti stého výročí malířova narození.

## Historie
Rodný domek Mikoláše Alše, který od roku 1803 stával v Rybářské ulici č.p. 119 poblíž náměstí, ve svahu nad říčkou Lomnicí, podlehl v roce 1901 požáru. O 6 let později obec spáleniště vykoupila a v roce 1934 zde byl postaven na základě projektu architekta Jana Kouly Alšův domek. Do něho byla v roce 1990 přenesena i expozice, věnovaná loutkáři Matěji Kopeckému, zřízená původně v r. 1973 v sousední chalupě č.p. 113. Tím Památník získalo přitažlivost pro děti i dospělé.

## Expozice
Památník sestává ze dvou samostatných místností. Místnost vpravo je věnována životu a dílu místního rodáka malíře MIkoláše Alše. Zahrnuje zajímavé dokumenty z osobního života i ukázky z jeho tvorby, od drobných kreseb a skic až po návrhy lunet po Národní divadlo. Místnost vlevo od vchodu představuje působnost Matěje Kopeckého, který se do Mirotic přiženil v r. 1795  a strávil v městečku 40 let. Návštěvníci zde mohou zhlédnout řadu originálních více než 200 let starých loutek.

Expozice je přístupná od dubna do října každý den kromě pondělí a při prohlídce lze využít výkladu průvodce.
Návštěvu je možno spojit s účastí na multižánrovém Mirotickém festivalu loutek a hudby. Termín konání lze najít na webu uvedeném v rubrice Externí odkazy.

## Galerie

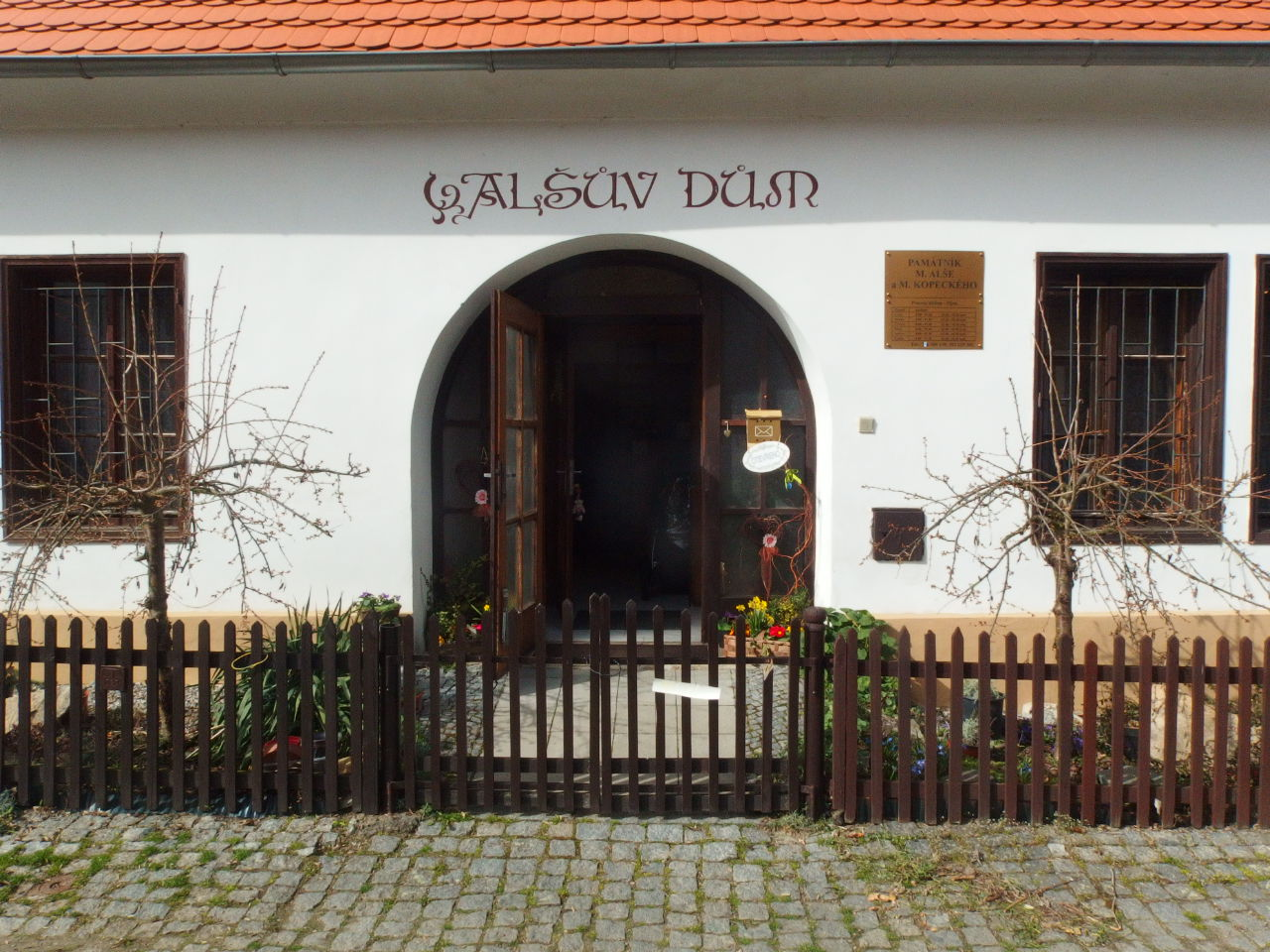
Alšův domek - vstup do Památníku
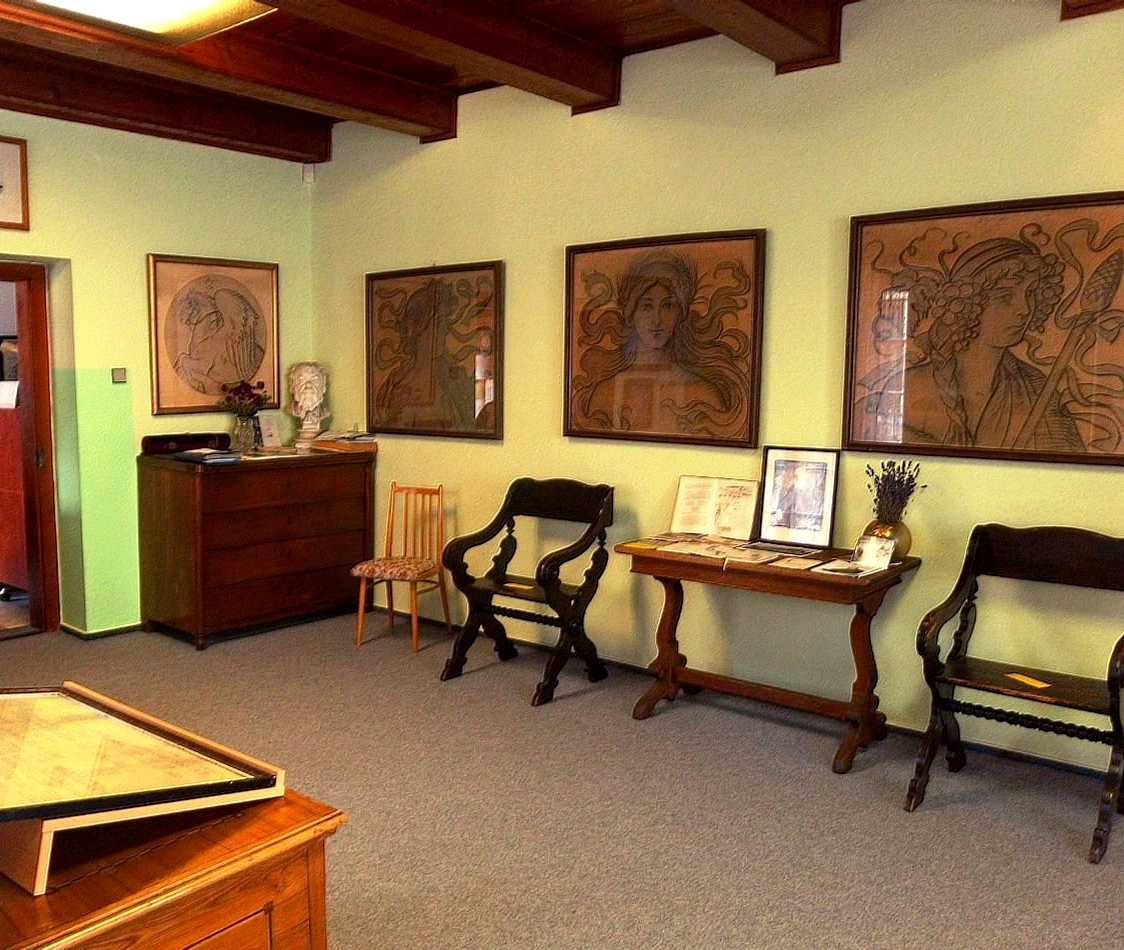
část expozice věnované Mikoláši Alšovi
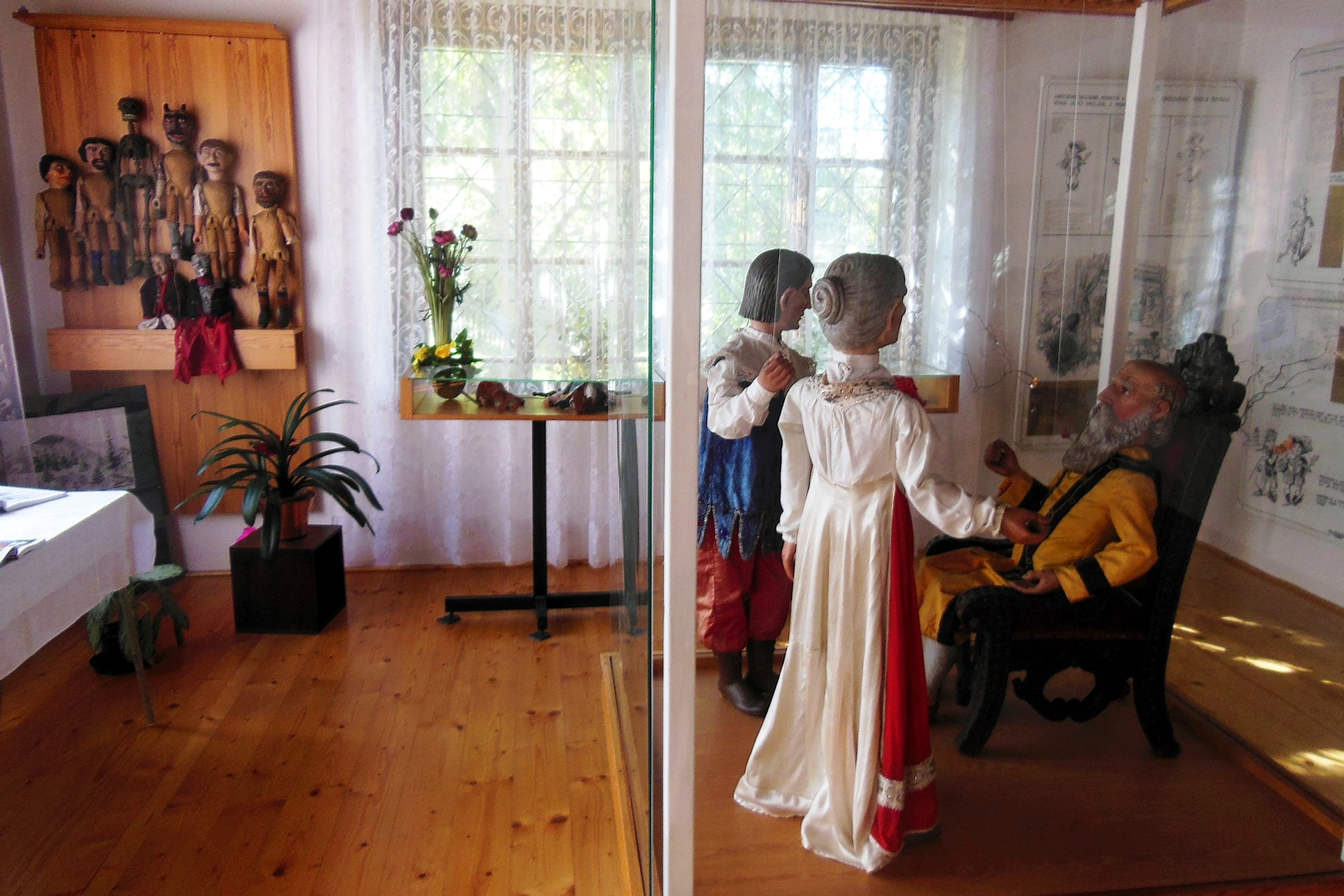
část expozice věnovaná Matěji Kopeckému